# Покленкув
Покленкув (пол. Poklęków) — село в Польщі, у гміні Блізанув Каліського повіту Великопольського воєводства.
Населення — 149 осіб (2011).
У 1975-1998 роках село належало до Каліського воєводства.

## Демографія
Демографічна структура станом на 31 березня 2011 року:
|          | Загалом | Допрацездатний вік | Працездатний вік | Постпрацездатний вік |
| -------- | ------- | ------------------ | ---------------- | -------------------- |
| Чоловіки | 70      | 14                 | 52               | 4                    |
| Жінки    | 79      | 15                 | 45               | 19                   |
| Разом    | 149     | 29                 | 97               | 23                   |